# 南オーストラリア州副首相
南オーストラリア州副首相 (Deputy Premier of South Australia) は、オーストラリア連邦南オーストラリア州の副首相である。

## 一覧
| #  | 氏名                                 | 就任           | 退任           | 政党   | 州首相                          |
| -- | ------------------------------------ | -------------- | -------------- | ------ | ------------------------------- |
| 1  | デス・コーコラン                     | 1968年3月26日  | 1968年4月16日  | 労働党 | ドン・ダンスタン                |
| 2  | デス・コーコラン                     | 1970年7月2日   | 1979年3月15日  | 労働党 | ドン・ダンスタン                |
| 3  | ヒュー・ハドソン                     | 1979年3月15日  | 1979年9月2日   | 労働党 | デス・コーコラン                |
| 4  | ロジャー・ゴールズワージー           | 1979年9月18日  | 1982年11月10日 | 自由党 | デイヴィッド・トンキン          |
| 5  | ジャック・ライト                     | 1982年11月10日 | 1985年7月16日  | 労働党 | ジョン・バノン                  |
| 6  | ドン・ホップグッド                   | 1985年7月16日  | 1992年9月4日   | 労働党 | ジョン・バノン                  |
| 7  | フランク・ブレヴィンズ               | 1992年9月4日   | 1993年12月14日 | 労働党 | リン・アーノルド                |
| 8  | スティーヴン・ベイカー               | 1993年12月14日 | 1996年11月28日 | 自由党 | ディーン・ブラウン              |
| 9  | グラハム・インガーソン               | 1996年11月28日 | 1998年7月7日   | 自由党 | ジョン・オルセン                |
| 10 | ロブ・ケリン                         | 1998年7月7日   | 2001年10月22日 | 自由党 | ジョン・オルセン                |
| 11 | ディーン・ブラウン                   | 2001年10月22日 | 2002年3月5日   | 自由党 | ロブ・ケリン                    |
| 12 | ケヴィン・フォリー                   | 2002年3月5日   | 2011年2月7日   | 労働党 | マイク・ラン                    |
| 13 | ジョン・ラウ                         | 2011年2月7日   | 2018年3月19日  | 労働党 | マイク・ラン ジェイ・ウェザリル |
| 14 | ヴィッキー・チャップマン             | 2018年3月19日  | 2021年11月22日 | 自由党 | スティーヴン・マーシャル        |
| 15 | ダン・ヴァン・ホルスト・ペッルカーン | 2021年11月23日 | 2022年3月21日  | 自由党 | スティーヴン・マーシャル        |
| 16 | スーザン・クローズ                   | 2022年3月21日  | 現在           | 労働党 | ピーター・マリナウスカス        |